# Scott Spedding
Scott Leonard Spedding (Krugersdorp, 4 maggio 1986) è un ex rugbista a 15 sudafricano naturalizzato francese che giocava nel ruolo di estremo. Nella sua carriera vanta 23 apparizioni con la maglia della Francia.

## Biografia
Cresciuto scolasticamente e rugbisticamente al St. John's College di Johannesburg, Spedding fu per quattro anni compagno di scuola del ciclista britannico Chris Froome, anch'egli cimentatosi in gioventù nel rugby. La sua formazione giovanile avvenne nell'accademia della franchigia degli Sharks, con la quale firmò il suo primo contratto professionistico alla fine del 2004. Esordì nell'edizione 2005 della Currie Cup con la squadra provinciale dei Natal Sharks, mentre l'anno successivo ottenne la sua unica presenza in carriera nel Super Rugby. Nel 2008 si trasferì in Francia nel Brive dove trascorse quattro stagioni raggiungendo, come miglior risultato, la semifinale della European Challenge Cup 2011-2012. Proprio nella stessa annata la squadra del Corrèze retrocesse in Pro D2 e Spedding firmò un contratto con il Bayonne. Giocò nella squadra basca fino al termine del campionato 2014-2015, nel quale conobbe ancora una volta la retrocessione in seconda divisione. Nel gennaio 2015 ufficializzò il suo passaggio al Clermont dove rimase per tre anni, vincendo il Top 14 2016-2017 e raggiungendo la finale di Champions Cup nella stessa stagione. Trascorse la sua ultima annata professionistica nel Castres, prima di annunciare il suo ritiro nel maggio 2019 a 33 anni.
Spedding disputò il Campionato mondiale giovanile di rugby nel 2006 con la nazionale under-20 sudafricana, dove giunse fino alla finale. Ottenuta la cittadinanza francese per residenza, debuttò con la Francia nel novembre del 2014 contro le Figi. Dopo aver disputato quattro partite al Sei Nazioni 2015 e le amichevoli preparatorie in estate, l'allora ct dei Bleus Philippe Saint-André lo convocò per la Coppa del Mondo di rugby 2015. Nella competizione iridata giocò tutti gli incontri fino al quarto di finale perso contro la Nuova Zelanda, saltando solo quello della fase a gironi con la Romania. Successivamente il nuovo selezionatore Guy Novès lo schierò nelle edizioni 2016 e 2017 del Sei Nazioni e in alcuni test-match di quel biennio. Disputò la sua ultima partita in nazionale il 25 novembre 2017 contro il Giappone.
Spedding può vantare di aver giocato nel club ad inviti dei Barbarians francesi nel 2014 e nel 2017.

## Palmarès
- Campionati francesi: 1
Clermont: 2016-17